# Lucie Delarue-Mardrus
Lucie Delarue-Mardrus (Honfleur, 3 de novembro de 1874 - 26 de abril de 1945) foi uma jornalista, poeta, novelista, escultora, historiadora e desenhista francesa. Foi uma escritora profícua que escreveu mais de 70 livros.
Na França, é muito conhecida por seu poema que começa com o verso "L'odeur de mon pays était dans une pomme". Seus escritos expressam seu amor pelas viagens e pela Normandia, onde nasceu. Em L'Ex-voto (1932), por exemplo, descreve a vida em meio aos pescadores de Honfleur, no início do século XX.

## Trajetória
Esteve casada com o doutor e tradutor Joseph Charles Mardrus de 1900 a 1915, mas identificava-se como lésbica. Teve relações com várias mulheres ao longo da vida e escreveu extensamente sobre o amor entre mulheres. Foi enfermeira voluntária na Primeira Guerra Mundial. No dia de seu casamento causou um pequeno escândalo porque apareceu com traje de ciclista.

Em 1902-03 escreveu uma série de poemas de amor à escritora estadunidense Natalie Clifford Barney, publicados postumamente em 1957, como Nos secrètes amours, e uma obra de teatro, Sapho désesperée. Entre suas amigas estava a também escritora Colette. Na novela póstuma de Jean Lorrain, Maison pour dames publicada em 1908, o autor satirizou as ambições e intrigas do grupo de escritoras ao que pertencia. Entre elas estavam, além de Natalie Barney e Colette, Renée Vivien e Anna de Noailles. Fez parte também de um grupo de poetas nomeado por Charles Maurras de "les bacchantes" (As bacantes). Para Maurras, as poetas haviam sucumbido à debilidade de falar de si mesmas, desvelando seu eu íntimo. Pertenciam ao grupo Anna de Noailles, Renée Vivien, Cécile Sauvage, Gérard d'Houville ou Marie Dauguet, entre outras.

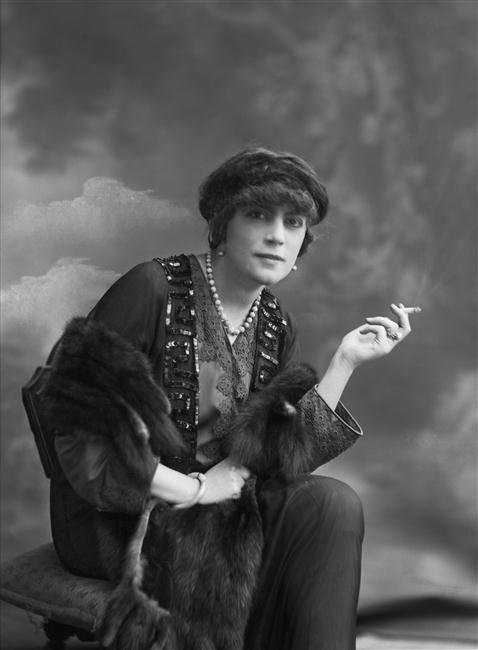
Lucie Delarue-Mardrus, fotografada por Paul Nadar, em 1914,.fumando, à época sinal de emancipação feminina

Depois de seu divórcio em 1914, viveu na Normandia com sua amante Germaine de Castro.
Sobre Barney, personagem da novela de 1930, L'Ange et lhes Pervers, disse: "analisei e descrevi a Natalie em detalhe, bem como a vida na que me iniciou". A protagonista da novela é uma pessoa intersexual, chamada Marion, que vive uma dupla vida: frequenta salões literários com vestimenta feminina, e depois troca a saia por calças para participar de noites homoafetivas. Barney aparece como "Laurette Wells", uma anfitriã de um salão que passa grande parte da novela buscando reatar o relacionamento com uma ex-amante. A personagem é baseada livremente nas tentativas da realidade de Barney, para reaver a relação com a ex-amante Renée Vivien.
Um admirador descreveu Lucie Delarue-Mardrus dizendo que: "Ela é adorável. Ela esculpe, monta a cavalo, ama a uma mulher, depois a outra, e outra mais. Ela pôde se libertar de seu esposo e nunca tentou um segundo casamento, ou a conquista de algum outro homem".
Findou seus dias no campo, inválida, devido ao reumatismo.
Suas novelas têm inspirado vários filmes, como Le diable au coeur de Marcel L'Herbier (1926), ou Ex-voto (1928) do mesmo diretor.

## Reconhecimentos
Foi coroada com o primeiro prêmio Renée Vivien para mulheres poetas em 1936.